# Csallóköztárnok
Csallóköztárnok (szlovákul: Trnávka, németül: Tyrnaugedl) község Szlovákiában, a Nagyszombati kerületben, a Dunaszerdahelyi járásban.

## Fekvése
Dunaszerdahelytől 16 km-re nyugatra, Pozsonytól 30 km-re keletre fekszik.

## Története
2018–2019-ben 10–11. századi telepnyomokat tártak fel.
1873-ban felépült a római katolikus Egyházi Népi Iskola. 1912-ben Csiba Mihály, helyi tanító megalapította a Római Katolikus Fiatalok Társaságát. 1936-ban az állami hivatal elrendelése alapján 17 család Macházáról Tárnokra költözött, ahol új falurész alakult. Ezt a helybeliek Kistárnoknak nevezik.
1946–1948 között a magyar nemzetiségű lakosság egy részét deportálták. 1949-től elindult az első rendszeres autóbuszjárat Pozsonyba. 1950-ben óvoda nyílt (2006-ig működött). 1951-ben bevezették a villanyt és a telefont. 1958-ban kiépítették a hangosbemondót.
1976-ban Macházát közigazgatásilag Tárnokhoz csatolták. 1981-ben megszűnt az iskola. Ekkortól a tárnoki gyerekek Nagyszarván tanulnak tovább. 1985-ben átadták az új kultúrház épületét. 1992-ben átadták az új községi hivatalt, megkezdődött a gázosítás. 1993-ban Kistárnokot Macházához csatolták. 1996-ban kiadták az első képeslapot.
A trianoni békeszerződésig Pozsony vármegye Somorjai járásához tartozott.

## Népessége
| Év:            | 1994. | 2004.   | 2014.    | 2024.    |
| -------------- | ----- | ------- | -------- | -------- |
| Emberek száma: | 404   | 431     | 490      | 570      |
| Eltérés:       |       | +6,68 % | +13,68 % | +16,32 % |

| Év:            | 2023. | 2024.   |
| -------------- | ----- | ------- |
| Emberek száma: | 548   | 570     |
| Eltérés:       |       | +4,01 % |

1910-ben 423, túlnyomórészt magyar lakosa volt.
2001-ben 428 lakosából 348 magyar és 72 szlovák volt.
2011-ben 452 lakosából 309 magyar és 138 szlovák volt.
2021-ben 522 lakosából 330 (+15) magyar, 171 (+11) szlovák, 1 (+1) ruszin, 7 (+3) egyéb és 13 ismeretlen nemzetiségű volt.

## Híres emberek
- Itt hunyt el 2008. június 19-én Ordódy Katalin írónő.[forrás?]

## Nevezetességei

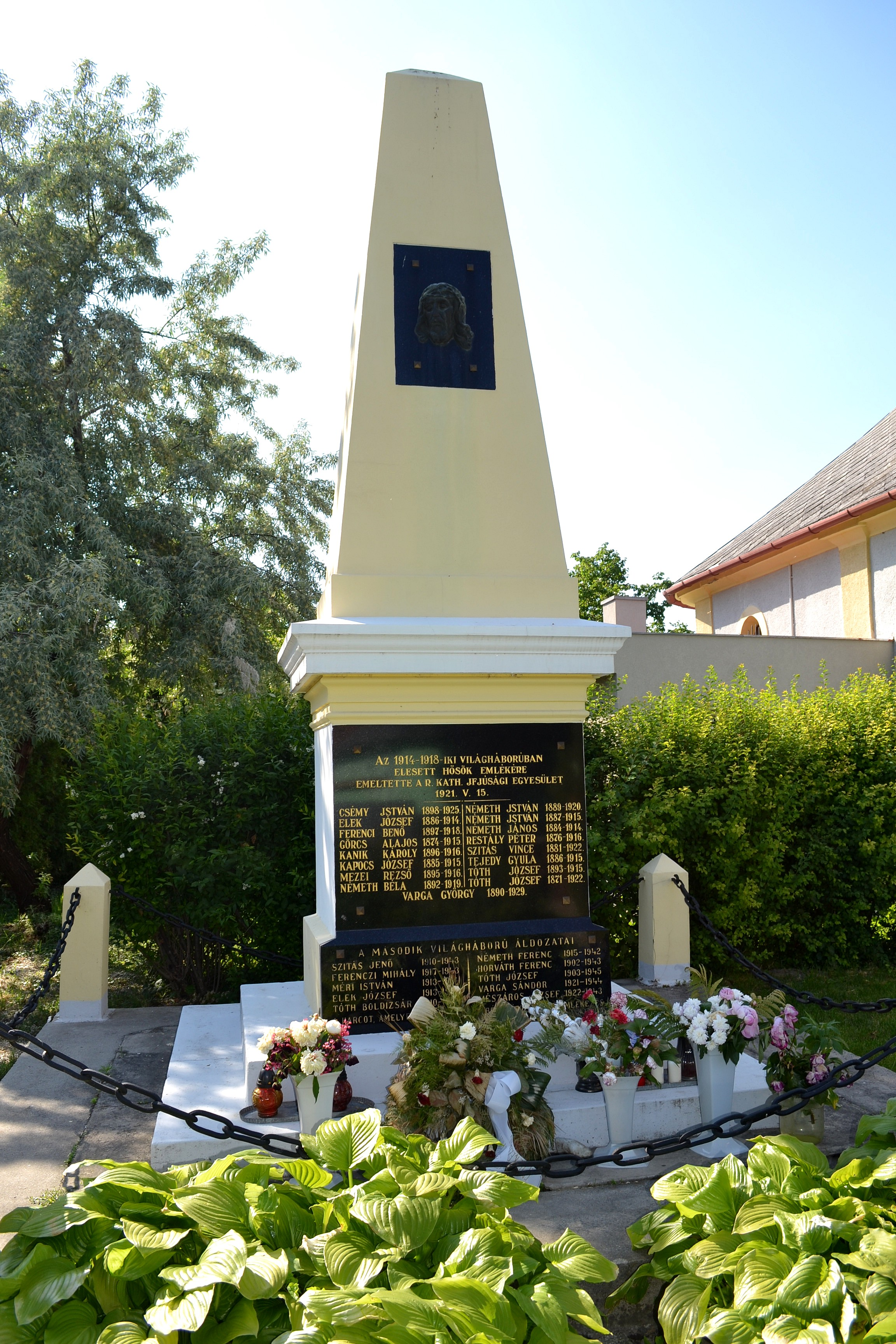

- A Rózsafüzér királynője tiszteletére szentelt kápolna 1848 és 1850 között épült.

## Külső hivatkozások
- Községinfó
- Csallóköztárnok Szlovákia térképén
- A község a Csallóköz honlapján